# 雷嶽
雷嶽，五代十国南汉官员。
雷嶽好学能写文章，善于骈偶文。乾和末年，官至御书院给事。南汉中宗知道他的文名，朝廷的大著作，多出其手。韶州僧文偃圆寂，中宗命雷嶽为他写《塔铭》，文辞宏大，抄诵之人接踵而至，一时纸贵。